# دامیر بیژانیچ
دامیر بیژانیچ (انگلیسی: Damir Bičanić؛ زادهٔ ۲۹ ژوئیهٔ ۱۹۸۵) بازیکن هندبال اهل کرواسی است.